# Bundesstraße 182
Pour les articles homonymes, voir Route 182.
La Bundesstraße 182 est une Bundesstraße des Länder de Saxe, de Saxe-Anhalt et du Brandebourg.

## Géographie
La Bundesstraße 182 commence au sud de Wittemberg au croisement avec la Bundesstraße 2, traverse Torgau puis l'Elbe et finit à Riesa dans le croisement avec la Bundesstraße 169.
À Torgau, il longe la Bundesstraße 183 sur environ deux kilomètres.

## Histoire
Le numéro de route 182 est attribué au cours du Troisième Reich.

## Source
- (de) Cet article est partiellement ou en totalité issu de l’article de Wikipédia en allemand intitulé « Bundesstraße 182 » (voir la liste des auteurs).